# Хронологія поширення COVID-19 (квітень 2022)
Стаття описує поширення коронавірусу тяжкого гострого респіраторного синдрому-2, що спричинив спалах коронавірусної хвороби 2019, у квітні 2022 року. Уперше хвороба була зареєстрована в місті Ухань у КНР у грудні 2019 року.

## Хронологія пандемії

### 1 квітня
- Канада повідомила про 7544 нових випадків хвороби, загальна кількість випадків зросла до 3492916.[1]
- Малайзія повідомила про 17416 нових випадків хвороби, загальна кількість випадків зросла до 4219395. Зареєстровано 17321 одужань, загальна кількість одужань зросла до 3977403. Зареєстровано 30 смертей, кількість померлих зросла до 35013.[2]
- Нова Зеландія повідомила про 13524 нові випадки хвороби, загальна кількість випадків зросла до 672712. Зареєстровано 15911 одужань, загальна кількість одужань зросла до 572912. Зареєстровано 15 смертей, кількість смертей зросла до 355. Було 99486 активних випадків хвороби (308 на кордоні та 99178 з місцевою передачею вірусу).[3]
- Сінгапур повідомив про 5010 нових випадків хвороби, загальна кількість випадків зросла до 1101438. Повідомлено про 2 нові смерті, кількість померлих зросла до 1270.[4]

### 2 квітня
- Малайзія повідомила про 14692 нових випадки хвороби, загальна кількість випадків зросло до 4234087. Зареєстровано 20383 одужання, загальна кількість одужань зросла до 3997786. Зареєстровано 56 смертей, кількість померлих зросло до 35069.[5]
- Науру повідомило про перші два випадки захворювання на COVID-19.[6]
- Нова Зеландія повідомила про 11634 нових випадки хвороби, загальна кількість випадків зросла до 684374. Було зареєстровано 14215 одужань, загальна кількість випадків зросла до 587127. Зареєстровано 16 смертей, кількість смертей зросла до 330. Було 96917 активних випадків хвороби (164 на кордоні та 96753 з місцевою передачею вірусу).[7]
- Сінгапур повідомив про 4563 нові випадки хвороби, загальна кількість випадків зросла до 1106001. Повідомлено про 2 нові смерті, кількість померлих зросла до 1272.[8]

### 3 квітня
- Малайзія повідомила про 12380 нових випадків хвороби, загальна кількість випадків зросла до 4246467. Зареєстровано 20635 одужань, загальна кількість одужань зросла до 4018421. Зареєстровано 30 смертей, кількість померлих зросла до 35099.[9]
- Нова Зеландія повідомила про 8841 новий випадок хвороби, загальна кількість випадків зросла до 693215. Одужали 10664 хворих, що довело загальна кількість одужань зросла до 597791. Повідомлено про 20 смертей, кількість померлих зросла до 396. Було 95078 активних випадків хвороби (306 на кордоні та 94772 з місцевою передачею вірусу).[10]
- Сінгапур повідомив про 3743 нові випадки хвороби, загальна кількість випадків зросла до 1109744. Повідомлено про 4 нові смерті, кількість померлих зросла до 1276.[11]
- Південна Корея повідомила про 234301 новий випадок хвороби за добу, загальна кількість випадків зросла до 13874376.
- В'єтнам повідомив про 59730 нових випадків хвороби за добу, загальна кількість випадків зросла до 7810433.

### 4 квітня
- Бразилія перевищила поріг у 30 мільйонів випадків COVID-19.[12]
- Канада повідомила про 11102 нові випадки хвороби, загальна кількість випадків зросла до 3510848.[13]
- Франція перевищила поріг у 26 мільйонів випадків COVID-19.[12]
- Малайзія повідомила про 10002 нові випадки хвороби, загальна кількість випадків зросла до 4256469. Зареєстровано 23302 одужання, загальна кількість випадків зросла до 4041723. Повідомлено про 28 смертей, кількість померлих зросла до 35127.[14]
- Нова Зеландія повідомила про 10238 нових випадків хвороби, загальна кількість випадків зросла до 703467. Зареєстровано 12524 одужання, загальна кількість одужань зросла до 610315. Повідомлено про 13 смертей, кількість померлих зросла до 405. Було 92789 активних випадків хвороби (290 на кордоні та 92499 з місцевою передачею вірусу).[15]
- Сінгапур повідомив про 3334 нових випадки хвороби, загальна кількість випадків зросла до 1113078. Повідомлено про 7 нових смертей, кількість померлих зросла до 1283.[16]
- Південна Корея повідомила про 127190 нових випадків хвороби за добу, перевищивши поріг у 14 мільйонів випадків, загальна кількість випадків зросла до 14001406.[17]
- Таїланд повідомив про 24892 нових випадки хвороби, загальна кількість випадків зросла до 3736487. Повідомлено про 97 смертей, кількість померлих зросла до 25512.[12]

### 5 квітня
- Щотижневий звіт ВООЗ[18]:
- Малайзія повідомила про 12017 нових випадків хвороби, загальна кількість випадків зросла до 4268486. Зареєстровано 20431 одужання, загальна кількість одужань зросла до 4062154. Зареєстровано 33 смерті, кількість померлих зросла до 35160.[19]
- Нова Зеландія повідомила про 14168 нових випадків хвороби, загальна кількість випадків зросла до 717650. Зареєстровано 17189 одужань, загальна кількість одужань зросла до 627504. Повідомлено про 23 смерті, кількість померлих зросла до 428. Було 89760 активних випадків хвороби (293 на кордоні та 89467 з місцевою передачею вірусу).[20]
- Сінгапур повідомив про 6341 новий випадок хвороби, загальна кількість випадків зросла до 1119419. Повідомлено про одну нову смерть, кількість померлих зросла до 1284.[21]

### 6 квітня
- Канада повідомила про 7563 нових випадки, загальна кількість зросла до 3535392.[22]
- Німеччина повідомила про 214985 нових випадків хвороби за добу, перевищивши показник у 22 мільйони випадків хвороби, загальна кількість випадків зросла до 22064059.[23]
- Італія повідомила про 69278 нових випадків хвороби, перевищивши поріг у 15 мільйонів випадків хвороби, загальна кількість випадків зросла до 15035943. Крім того, було повідомлено про 150 нових смертей, кількість померлих зросла до 160973.[24]
- Малайзія повідомила про 12105 нових випадків хвороби, загальна кількість випадків зросла до 4280591. Зареєстровано 21029 одужань, загальна кількість одужань зросла до 4083183. Повідомлено про 32 смерті, кількість померлих зросла до 35192.[25]
- Нова Зеландія повідомила про 12618 нових випадків хвороби, загальна кількість випадків зросла до 730285. Зареєстровано 15974 одужання, загальна кількість одужань зросла до 643478. Зареєстровано 18 смертей, кількість смертей зросла до 443. Було 86403 активних випадків хвороби (288 на кордоні та 86115 з місцевою передачею вірусу).[26]
- Сінгапур повідомив про 4467 нових випадків хвороби, загальна кількість випадків зросла до 1123886. Повідомлено про 3 нових смерті, кількість померлих зросла до 1287.[27]
- Велика Британія виявила новий варіант COVID-19 Омікрон, який отримав назву «Омікрон XE». Цей варіант є більш заразним, ніж оригінальний варіант Омікрон і підваріант BA.2.[28]

### 7 квітня
- Канада повідомила про 17407 нових випадків хвороби, загальна кількість випадків зросла до 3552283.[29]
- Малайзія повідомила про 11994 нові випадки, загальна кількість випадків зросла до 4292585. Зареєстровано 16603 одужання, загальна кількість одужань зросла до 4099786. Зареєстровано 36 смертей, кількість померлих зросла до 35228.[30]
- Нова Зеландія повідомила про 11685 нових випадків хвороби, загальна кількість випадків зросла до 741987. Зареєстровано 15284 одужання, загальна кількість одужань зросла до 658762. Зареєстровано 22 смерті, кількість померлих зросла до 456. Зареєстровано 82799 активних випадків хвороби (299 на кордоні та 82500 з місцевою передачею вірусу).[31]
- Сінгапур повідомив про 4269 нових випадків хвороби, загальна кількість випадків зросла до 1128155. Повідомлено про 3 нові смерті, кількість померлих зросла до 1290.[32]
- В'єтнам повідомив про 45886 нових випадків хвороби за добу, та перевищив поріг у 8 мільйонів випадків COVID-19, загальна кількість випадків зросла до 8009165.[33]

### 8 квітня
- Канада повідомила про 8274 нові випадки хвороби, загальна кількість випадків зросла до 3560840.[34]
- Малайзія повідомила про 14944 нові випадки хвороби, загальна кількість випадків зросла до 4307529. Зареєстровано 14045 одужань, загальна кількість одужань зросла до 4113831. Повідомлено про 31 смерть, кількість померлих зросла до 35259.[35]
- Нова Зеландія повідомила про 9975 нових випадків хвороби, загальна кількість випадків зросла до 751974. Зареєстровано 13531 одужання, загальна кількість випадків зросла до 672293. Зареєстровано 9 смертей, кількість померлих зросла до 466. Налічувалось 79258 активних випадків хвороби (317 на кордоні та 78941 з місцевою передачею вірусу).[36]
- Сінгапур повідомив про 4014 нових випадків хвороби, загальна кількість випадків зросла до 1132169. Повідомлено про 7 нових смертей, кількість померлих зросла до 1297.[37]

### 9 квітня
- Малайзія повідомила про 10177 нових випадків хвороби, загальна кількість випадків зросла до 4317706. Зареєстровано 15132 одужання, загальна кількість одужань зросла до 4128963. Повідомлено про 21 смерть, кількість померлих зросла до 35280.[38]
- Нова Зеландія повідомила про 8557 нових випадків хвороби, загальна кількість випадків зросла до 760540. Зареєстровано 11632 одужання, загальна кількість одужань зросла до 683925. Зареєстровано 10 смертей, кількість померлих зросла до 477. Налічувалось 76170 активних випадків хвороби (304 на кордоні та 75866 з місцевою передачею вірусу).[39]
- Сінгапур повідомив про 3259 нових випадків хвороби, загальна кількість одужань зросла до 1135428. Повідомлено про 2 нові смерті, кількість померлих зросла до 1299.[40]
- Південна Корея повідомила про 185566 нових випадків хвороби за добу, перевищивши 15 мільйонів випадків, загальна кількість випадків зросла до 14983694.[41]

### 10 квітня
- Малайзія повідомила про 8112 нових випадків хвороби, загальна кількість випадків зросла до 4325818. Зареєстровано 15765 одужань, загальна кількість одужань зросла до 4144728. Зареєстровано 12 смертей, кількість померлих зросла до 35292.[42]
- Нова Зеландія повідомила про 6749 нових випадків хвороби, загальна кількість випадків зросла до 767295. Зареєстровано 8826 одужань, загальна кількість одужань зросла до 692751. Було зареєстровано 12 смертей, кількість померлих зросла до 489. Налічувалось 74087 активних випадків хвороби (306 на кордоні та 73781 з місцевою передачею вірусу).[43]
- Сінгапур повідомив про 2573 нові випадки хвороба, загальна кількість випадків зросла до 1138001. Повідомлено про 2 нові смерті, кількість померлих зросла до 1301.[44]
- Південна Корея повідомила про 164481 новий випадок хвороби за добу, кількість випадків зросла до 15333670.

### 11 квітня
- У Японії кількість випадків COVID-19 перевищила 7 мільйонів.[45]
- Малайзія повідомила про 7739 нових випадків хвороби, загальна кількість випадків зросла до 4333557. Зареєстровано 19049 одужань, загальна кількість випадків зросла до 4163777. Зареєстровано 19 смертей, кількість померлих зросла до 35311.[46]
- У Новій Зеландії повідомили про 7631 новий випадок хвороби, загальна кількість випадків зросла до 774928. Зареєстровано 10242 одужання, загальна кількість одужань зросла до 702993. Повідомлено про 12 смертей, кількість померлих зросла до 500. Налічувалось 71466 активних випадків хвороби (306 на кордоні та 71 160 з місцевою передачею вірусу).[47]
- Сінгапур повідомив про 2568 нових випадків хвороби, загальна кількість випадків зросла до 1140569. Повідомлено про 2 нові смерті, кількість померлих зросла до 1303.[48]

### 12 квітня
Щотижневий звіт ВООЗ:
- Канада повідомила про 7132 нові випадки хвороби, загальна кількість випадків зросла до 3590601.[50]
- Малайзія повідомила про 9002 нові випадки хвороби, загальна кількість випадків зросла до 4342559. Зареєстровано 16986 одужань, загальна кількість одужань зросла до 4180763. Зареєстровано 30 смертей, кількість померлих зросла до 35341.[51]
- Нова Зеландія повідомила про 11110 нових випадків хвороби, загальна кількість випадків зросла до 786058. Зареєстровано 14182 одужання, загальна кількість одужань зросла до 717175. Зареєстровано 14 смертей, кількість померлих зросла до 516. Налічувалось 68400 активних випадків хвороби (310 на кордоні та 68090 з місцевою передачею вірусу).[52]
- Сінгапур повідомив про 4552 нові випадки хвороби, загальна кількість випадків зросла до 1145121. Повідомлено про 4 нові смерті, кількість померлих зросла до 1307.[53]
- Американський тележурналіст Андерсон Купер, який вів програму новин CNN «Anderson Cooper 360°», отримав позитивний результат тесту на COVID-19.[54]
- ВООЗ виявила ще 2 підваріанти варіанту SARS-CoV-2 Омікрон (під назвами BA.4 і BA.5), за якими велося спостереження.[55]

### 13 квітня
- Канада повідомила про 8450 нових випадків хвороби, загальна кількість випадків зросла до 3604570.[56]
- Малайзія повідомила про 10052 нові випадки хвороби, загальна кількість випадків зросла до 4352611. Зареєстровано 15893 одужання, загальна кількість випадків зросла до 4196656. Повідомлено про 22 смерті, кількість померлих зросла до 35363.[57]
- Нова Зеландія повідомила про 9455 нових випадків хвороби, загальна кількість випадків зросла до 795606. Зареєстровано 12625 одужань, загальна кількість одужань зросла до 729800. Повідомлено про 14 смертей, кількість померлих зросла до 531. Налічувалось 65309 активних випадків хвороби (320 на кордоні та 64989 з місцевою передачею вірусу).[58]
- Сінгапур повідомив про 3535 нових випадків хвороби, загальна кількість випадків зросла до 1148656. Повідомлено про 2 нові смерті, кількість померлих зросла до 1309.[59]
- За даними Університету Джонса Гопкінса, загальна кількість випадків COVID-19 перевищила 500 мільйонів, а приблизно 450 мільйонів одужали. Загальна кількість смертей від COVID-19 становила 6,2 мільйона.[60]

### 14 квітня
- Канада повідомила про 19215 нових випадків, загальна кількість зросла до 3623785.[61]
- Малайзія повідомила про 10413 нових випадків хвороби, загальна кількість випадків зросла до 4363024. Зареєстровано 13202 одужання, загальна кількість випадків зросла до 4209858. Повідомлено про 18 смертей, кількість померлих зросла до 35381.[62]
- Нова Зеландія повідомила про 9624 нових випадки хвороби, загальна кількість Налічувалось 63240 активних випадків хвороби (334 на кордоні та 62906 з місцевою передачею вірусу).[63]
- Сінгапур повідомив про 3521 новий випадок хвороби, загальна кількість випадків зросла до 1152177.[64]

### 15 квітня
- Малайзія повідомила про 9673 нові випадки хвороби, загальна кількість випадків зросла до 4372697. Зареєстровано 14267 одужань, загальна кількість випадків зросла до 4224125. Повідомлено про 16 смертей, кількість померлих зросла до 35397.[65]
- Нова Зеландія повідомила про 7826 нових випадків хвороби, загальна кількість випадків зросла до 813070. Зареєстровано 9971 одужання, загальна кількість одужань зросла до 751457. Було повідомлено про 20 смертей, кількість померлих зросла до 566. Налічувалось 61079 активних випадків хвороби (327 на кордоні та 60752 з місцевою передачею вірусу).[66]
- Сінгапур повідомив про 3404 нові випадки хвороби, загальна кількість випадків зросла до 1155581. Повідомлено про одну нову смерть, кількість померлих зросла до 1310.[67]
- Південна Корея повідомила про 125846 нових випадків хвороби за добу, перевищивши показник у 16 мільйонів випадків, загальна кількість випадків зросла до 16104869.[68]

### 16 квітня
- Малайзія повідомила про 9705 нових випадків хвороби, загальна кількість випадків зросла до 4382402. Зареєстровано 14436 одужань, загальна кількість випадків зросла до 4238471. Повідомлено про 12 смертей, кількість померлих зросла до 35409.[69]
- Нова Зеландія повідомила про 5810 нових випадків хвороби, загальна кількість випадків зросла до 818882. Зареєстровано 8568 одужань, загальна кількість одужань зросла до 760025. Повідомлено про 9 смертей, кількість померлих зросла до 576. Налічувалось 58314 активних випадків хвороби (363 на кордоні та 57951 з місцевою передачею вірусу).[70]
- Сінгапур повідомив про 1670 нових випадків хвороби, загальна кількість випадків зросла до 1157251. Повідомлено про 3 нові смерті, кількість померлих зросла до 1313.[71]

### 17 квітня
- Малайзія повідомила про 6623 нові випадки хвороби, загальна кількість випадків зросла до 4389025. Зареєстровано 11233 одужання, загальна кількість випадків зросла до 4249704. Зареєстровано 12 смертей, кількість померлих зросла до 35421.[72]
- Нова Зеландія повідомила про 5985 нових випадків хвороби, загальна кількість випадків зросла до 824867. Повідомлено про 6756 одужань, загальна кількість одужань зросла до 766781. Повідомлено про 11 смертей, кількість померлих зросла до 586. Зареєстровано 57532 активні випадки хвороби (378 на кордоні та 57154 з місцевою передачею вірусу).[73]
- Сінгапур повідомив про 3049 нових випадків хвороби, загальна кількість випадків зросла до 1160300. Повідомлено про 3 нові смерті, кількість померлих зросла до 1316.[74]

### 18 квітня
- Канада повідомила про 2295 нових випадків хвороби, загальна кількість випадків зросла до 3637710.[75]
- Малайзія повідомила про 7140 нових випадків хвороби, загальна кількість випадків зросла до 4396165. Зареєстровано 14423 одужання, загальна кількість одужань зросла до 4264127. Повідомлено про 16 смертей, кількість померлих зросла до 35437.[76]
- Нова Зеландія повідомила про 6283 нові випадки хвороби, загальна кількість випадків зросла до 831149. Зареєстровано 7627 одужань, загальна кількість одужань зросла до 774408. Повідомлено про 10 смертей, кількість померлих зросла до 597. Налічувалось 56177 активних випадків хвороби (308 на кордоні та 55869 з місцевою передачею вірусу).[77]
- Сінгапур повідомив про 2480 нових випадків хвороби, загальна кількість випадків зросла до 1162780.[78]

### 19 квітня
- Канада повідомила про 17093 нові випадки хвороби, загальна кількість випадків зросла до 3654803.[75]
- Малайзія повідомила про 6069 нових випадків хвороби, загальна кількість випадків зросла до 4402234. Зареєстровано 10619 одужань, загальна кількість одужань зросла до 4274746. Повідомлено про 12 смертей, кількість померлих зросла до 35449.[79]
- Нова Зеландія повідомила про 8308 нових випадків хвороби, загальна кількість випадків зросла до 839455. Зареєстровано 11105 одужань, загальна кількість випадків зросла до 785513. Повідомлено про 6 смертей, кількість померлих зросла до 602. Було зареєстровано 53372 активні випадки хвороби (309 на кордоні та 53063 з місцевою передачею вірусу).[80]
- Сінгапур повідомив про 4718 нових випадків хвороби, загальна кількість випадків зросла до 1167498. Повідомлено про одну нову смерть, кількість померлих зросла до 1317.[81]

### 20 квітня
Щотижневий звіт ВООЗ:
- Канада повідомила про 9707 нових випадків хвороби, загальна кількість випадків зросла до 3664699.[83]
- Малайзія повідомила про 6968 нових випадків хвороби, загальна кількість випадків зросла до 4409202. Зареєстровано 8267 одужань, загальна кількість одужань зросла до 4283013. Зареєстровано 16 смертей, кількість померлих зросла до 35465.[84]
- Нова Зеландія повідомила про 11277 нових випадків хвороби, загальна кількість випадків зросла до 850747. Зареєстровано 9514 одужань, загальна кількість одужань зросла до 795027. Повідомлено про 12 смертей, кількість померлих зросла до 615. Налічувалось 55138 активних випадків хвороби (337 на кордоні та 54801 з місцевою передачею вірусу).[85]
- Сінгапур повідомив про 3472 нові випадки хвороби, загальна кількість випадків зросла до 1170970. Повідомлено про 2 нові смерті, кількість померлих зросла до 1319.[86]

### 21 квітня
- Канада повідомила про 19707 нових випадків хвороби, загальна кількість випадків зросла до 3684406.[87]
- У Фінляндії кількість випадків COVID-19 перевищила 1 мільйон.[88]
- Малайзія повідомила про 5899 нових випадків хвороби, загальна кількість випадків зросла до 4415101. Зареєстровано 8434 одужання, загальна кількість випадків зросла до 4291447. Зареєстровано 5 смертей, кількість померлих зросла до 35470.[89]
- Нова Зеландія повідомила про 10360 нових випадків хвороби, загальна кількість випадків зросла до 861118. Зареєстровано 9631 одужання, загальна кількість одужань зросла до 804658. Зареєстровано 18 смертей, кількість померлих зросла до 633. Налічувалось 55860 активних випадків хвороби (353 на кордоні та 55507 з місцевою передачею вірусу).[90]
- Сінгапур повідомив про 3420 нових випадків хвороби, загальна кількість випадків зросла до 1174390. Повідомлено про 3 нових смерті, кількість померлих зросла до 1322.[91]

### 22 квітня
- Канада повідомила про 7757 нових випадків хвороби, загальна кількість випадків зросла до 3691763.[92]
- Німеччина повідомила про 161718 нових випадків за день, перевищивши 24 мільйони випадків загалом, загальна кількість випадків зросла до 24006254.[93]
- Італія повідомила про 73212 нових випадків хвороби, перевищивши 16 мільйонів випадків загалом, загальна кількість випадків зросла до 16008181. Крім того, було зареєстровано 202 нових смерті, кількість померлих зросла до 162466.[94]
- Малайзія повідомила про 6342 нові випадки хвороби, загальна кількість випадків зросла до 4421443. Зареєстровано 9111 одужань, загальна кількість одужань зросла до 4300558. Повідомлено про 12 смертей, кількість померлих зросла до 35482.[95]
- Нова Зеландія повідомила про 9446 нових випадків хвороби, загальна кількість випадків зросла до 870591. Зареєстровано 7832 одужання, загальна кількість одужань зросла до 812490. Зареєстровано 10 нових смертей, кількість померлих зросла до 646. Налічувалось 57491 активних випадків хвороби (360 на кордоні та 57131 з місцевою передачею вірусу).[96]
- Сінгапур повідомив про 3025 нових випадків хвороби, загальна кількість випадків зросла до 1177415. Повідомлено про 2 нові смерті, кількість померлих зросла до 1324.[97]

### 23 квітня
- Малайзія повідомила про 5624 нові випадки хвороби, загальна кількість випадків зросла до 4427067. Зареєстровано 10041 одужання, загальна кількість одужань зросла до 4310599. Повідомлено про 9 смертей, кількість померлих зросла до 35491.[98]
- Нова Зеландія повідомила про 7985 нових випадків хвороби, загальна кількість випадків зросла до 878575. Зареєстровано 5796 одужань, загальна кількість одужань зросла до 818286. Повідомлено про 17 смертей, кількість померлих зросла до 665. Налічувалось 59662 активних випадків хвороби (364 на кордоні та 59298 з місцевою передачею вірусу).[99]
- Сінгапур повідомив про 2709 нових випадків хвороби, загальна кількість випадків зросла до 1180124. Повідомлено про одну нову смерть, кількість померлих зросла до 1325.[100]

### 24 квітня
- Острови Кука повідомили про першу смерть. На той час у країні було підтверджено 4727 випадків хвороби.[101]
- Малайзія повідомила про 4006 нових випадків хвороби, загальна кількість випадків зросла до 4431073. Зареєстровано 10223 одужання, загальна кількість одужань зросла до 4320822. Повідомлено про 8 смертей, кількість померлих зросла до 35499.[102]
- Нова Зеландія повідомила про 5706 активних випадків хвороби, загальна кількість випадків зросла до 884289. Зареєстровано 5986 одужань, загальна кількість одужань зросла до 824272. Зареєстровано 9 смертей, кількість смертей зросла до 674. Було зареєстровано 59381 активних випадків хвороби (367 на кордоні та 59014 з місцевою передачею вірусу).[103]
- Сінгапур повідомив про 2044 нові випадки хвороби, загальна кількість випадків зросла до 1182168.[104]

### 25 квітня
- Канада повідомила про 7204 нові випадки хвороби, загальна кількість випадків зросла до 3714127.[105]
- Малайзія повідомила про 2478 нових випадків хвороби, загальна кількість випадків зросла до 4433551. Зареєстровано 9215 одужань, загальна кількість випадків зросла до 4330037. Було повідомлено 8 смертей, кількість померлих зросла до 35507.[106]
- Нова Зеландія повідомила про 5747 нових випадків хвороби, загальна кількість випадків зросла до 890039. Зареєстровано 6285 одужань, загальна кількість одужань зросла до 830557. Було зареєстровано 8 смертей, кількість померлих зросла до 683. Нлічувалось 58838 активних випадків хвороби (385 на кордоні та 58453 з місцевою передачею вірусу).[107]
- Сінгапур повідомив про 2058 нових випадків хвороби, загальна кількість випадків зросла до 1184226. Повідомлено про 6 нових смертей, кількість померлих зросла до 1331.[108]

### 26 квітня
- Канада повідомила про 7240 нових випадків хвороби, загальна кількість випадків зросла до 3714127.[109]
- Малайзія повідомила про 3361 новий випадок хвороби, загальна кількість випадків зросла до 4436912. Зарестровано 9484 одужання, загальна кількість одужань зросла до 4339521. Було повідомлено про 13 смертей, кількість померлих зросла до 35520.[110]
- Нова Зеландія повідомила про 6442 нові випадки хвороби, загальна кількість випадків зросла до 896495. Зареєстровано 8306 одужань, загальна кількість одужань зросла до 838863. Було повідомлено про 5 смертей, кількість померлих зросла до 687. Налічувалось 56983 активних випадків хвороби (413 на кордоні та 56570 з місцевою передачею вірусу).[111]
- Сінгапур повідомив про 3688 нових випадків хвороби, загальна кількість випадків зросла до 1187914. Повідомлено про 2 нові смерті, кількість померлих зросла до 1333.[112]
- Південна Корея повідомила про 80361 новий випадок хвороби за добу, перевищивши 17 мільйонів випадків хвороби загалом, загальна кількість випадків зросла до 17009839.[113]

### 27 квітня
Щотижневий звіт ВООЗ:
- Канада повідомила про 5068 нових випадків хвороби, загальна кількість випадків зросла до 3719195.[115]
- Малайзія повідомила про 3471 новий випадок хвороби, загальна кількість випадків зросла до 4440383. Зареєстровано 6900 одужань, загальна кількість випадків зросла до 4346421. Зареєстровано 6 смертей, кількість померлих зросла до 35526.[116]
- Нова Зеландія повідомила про 9904 нові випадки хвороби, загальна кількість випадків зросла до 906397. Зареєстровано 11272 одужання, загальна кількість одужань зросла до 850135. Було повідомлено про 22 смерті, кількість померлих зросла до 710. Налічувалось 55591 активних випадків хвороби (427 на кордоні та 55164 з місцевою передачею вірусу).[117]
- Сінгапур повідомив про 2646 нових випадків хвороби, загальна кількість випадків зросла до 1190560. Повідомлено про одну нову смерть, кількість померлих зросла до 1334.[118]
- У Великій Британії кількість випадків хвороби перевищила 22 мільйони.[119]

### 28 квітня
- Канада повідомила про 15346 нових випадків хвороби, загальна кількість випадків зросла до 3741119.[120]
- Малайзія повідомила про 2935 нових випадків хвороби, загальна кількість випадків зросла до 4443318. Зареєстровано 7585 одужань, загальна кількість одужань зросла до 4354006. Було повідомлено про 10 смертей, кількість померлих зросла до 35536.[121]
- Нова Зеландія повідомила про 9127 нових випадків хвороби, загальна кількість випадків зросла до 915522. Зареєстровано 10349 одужань, загальна кількість одужань зросла до 860484. Зареєстровано 12 смертей, кількість померлих зросла до 723. Налічувалось 54355 активних випадків хвороби (441 на кордоні та 53914 з місцевою передачею вірусу).[122]
- Сінгапур повідомив про 2690 нових випадків хвороби, внаслідок чого загальна кількість випадків досягла 1193250.[123]
- Оззі Осборн отримав позитивний результат тестування на COVID-19.[124]

### 29 квітня
- Канада повідомила про 5165 нових випадків хвороби, загальна кількість випадків зросла до 3746284.[125]
- Малайзія повідомила про 2579 нових випадків хвороби, загальна кількість випадків зросла до 4445897. Зареєстровано 6055 одужань, загальна кількість одужань зросла до 4360061. Було повідомлено про 6 смертей, кількість померлих зросла до 35542.[126]
- Нова Зеландія повідомила про 8316 нових випадків хвороби, загальна кількість випадків зросла до 923847. Зареєстровано 9438 одужань, загальна кількість одужань зросла до 869922. Було повідомлено про 13 смертей, кількість смертей зросла до 737. Налічувалось 53229 активних випадків хвороби (462 на кордоні та 52767 з місцевою передачею вірусу).[127]
- Сінгапур підтвердив 2 нові випадки зараження підваріантом Омікрон BA.2.12.1.[128] Того дня було зареєстровано 2517 нових випадків хвороби, загальна кількість випадків зросла до 1195767.[129]

### 30 квітня
- Канада повідомила про 2799 нових випадків хвороби, загальна кількість випадків зросла до 3749083.[130]
- Малайзія повідомила про 2107 нових випадків хвороби, внаслідок чого загальна кількість випадків досягла 4448004. Зареєстровано 6890 одужань, загальна кількість одужань зросла до 4366951. Повідомлено про 5 смертей, кількість померлих зросла до 35547.[131]
- У Новій Зеландії повідомили про 7119 нових випадків хвороби, загальна кількість випадків досягла 930969. Зареєстровано 7966 одужань, загальна кількість зросла до 877888. Було повідомлено про 6 смертей, кількість померлих зросла до 744. Було зареєстровано 52379 активних випадків хвороби (490 на кордоні та 51889 з місцевою передачею вірусу).[132]
- Сінгапур повідомив про 2141 новий випадок хвороби, загальна кількість випадків зросла до 1197908. Повідомлено про одну нову смерть, кількість померлих зросла до 1335.[133]

## Резюме
Країни та території, які підтвердили перші випадки захворювання протягом квітня 2022 року:
| Дата          | Країна або територія |
| ------------- | -------------------- |
| 2 квітня 2022 | Науру                |

Станом на кінець квітня лише такі країни та території не повідомляли про випадки зараження SARS-CoV-2:
Азія
- Північна Корея
- Туркменістан

Океанія
- Піткерн
- Токелау
- Тувалу